# Робинсон, Минди
Минди Робинсон (англ. Mindy Robinson; род. 14 февраля 1980, Фолл-Ривер) — американская актриса, телеведущая и фотомодель.

## Биография
Минди Робинсон родилась 14 февраля 1980 года в городе Фолл-Ривер, штат Массачусетс, США. В 1998 году она окончила сельскохозяйственную среднюю школу Бристоль Каунти, а в 2006 году — университет штата Калифорния в Сан-Бернардино со степенью бакалавра в американской истории.
В качестве телеведущей появлялась во многих американских телешоу. Минди снималась в клипах «Sexy and I Know It» и «Sorry for Party Rocking» дуэта «LMFAO», «Locked Out of Heaven» Бруно Марса, «Rum and Raybans» Шон Кингстона, «Strip» Криса Брауна, «Clancy’s Tavern» Тоби Кита.
С 2011 по 2018 год Минди снялась в эпизодических ролях более чем в 130 фильмах и сериалах, среди которых «Кровью и потом: Анаболики», «Третий лишний», «В Филадельфии всегда солнечно», «C.S.I.: Место преступления», «Железный человек 3», «З/Л/О 2», «Акулий торнадо 4: Пробуждение», а также во множестве телешоу, например, «Трудности любви».
В 2013 году Минди заняла 18 место в списке «Hottest Women of 2013» по версии «GuySpeed».

## Личная жизнь
Не замужем. Встречается с чемпионом UFC и актёром Рэнди Кутюром. У бывшего чемпиона UFC Рикко Родригеса есть татуировка с изображением губ Минди Робинсон.

## Награды и номинации
| Год  | Награда                                    | Категория                    | Работа                | Результат |
| ---- | ------------------------------------------ | ---------------------------- | --------------------- | --------- |
| 2012 | Mockfest Film Festival                     | Hottest Actress              | Casting Couch         | Победа    |
| 2013 | Action on Film International Film Festival | Outstanding Cast Performance | Abstraction           | Номинация |
| 2015 | First Glance Film Festival                 | Best Ensemble Cast           | Non-Stop to Comic-Con | Победа    |
| 2015 | RIP Horror Film Festival                   | Best Ensemble                | Ballet of Blood       | Номинация |